# Magdalena Pöschl
Magdalena Pöschl (* 1970 in Innsbruck) ist eine österreichische Rechtswissenschaftlerin und Universitätsprofessorin für Staats- und Verwaltungsrecht an der Universität Wien.

## Ausbildung
Magdalena Pöschl wurde im Jahr 1970 in der Tiroler Landeshauptstadt Innsbruck geboren. 1988 begann sie das Studium der Rechtswissenschaften an der Universität Innsbruck, welches sie ab 1990 an der Universität Wien fortsetzte. An der Rechtswissenschaftlichen Fakultät der Universität Wien wurde Magdalena Pöschl im November 1992 zum Studienabschluss des Diplomstudiums der akademische Grad Magistra iuris (Mag.a iur.) verliehen. Ab 1993 arbeitete sie in der Folge als Vertragsassistentin am Institut für Öffentliches Recht und Politikwissenschaft an der Universität Innsbruck, wobei sie ebendort parallel dazu das Doktoratsstudium der Rechtswissenschaften betrieb. Im Oktober 1995 wurde sie schließlich an der Universität Innsbruck mit einer Dissertation zum Thema „Sprache der Grundfreiheiten“ zur Doktorin der Rechtswissenschaften (Dr.in iur.) promoviert. Direkt im Anschluss absolvierte Pöschl die Gerichtspraxis am Bezirks- und Landesgericht Innsbruck.

## Beruflicher Werdegang
Von 1997 bis 1998 war Magdalena Pöschl als wissenschaftliche Mitarbeiterin in Wien am Verfassungsgerichtshof tätig. Anschließend kehrte sie 1999 als Universitätsassistentin ans Innsbrucker Institut für Öffentliches Recht und Politikwissenschaft zurück, um sich ihrer Habilitation zu widmen. Mit der Habilitationsschrift zum Thema „Gleichheit vor dem Gesetz“ wurde Magdalena Pöschl im Jänner 2004 schließlich habilitiert und erhielt an der Universität Innsbruck die Lehrbefugnis für die Fächer Verfassungs- und Verwaltungsrecht.
Ab März 2004 war sie folglich als außerordentliche Universitätsprofessorin in Innsbruck tätig. Bereits kurz darauf, im Oktober 2004, nahm Magdalena Pöschl einen Ruf an die Universität Salzburg an, wo sie Universitätsprofessorin im Fachbereich Öffentliches Recht, Verfassungs- und Verwaltungsrecht wurde. Zwei Jahre später, im Oktober 2006, wechselte sie als Universitätsprofessorin für Öffentliches Recht auf einen Lehrstuhl am Institut für Österreichisches, Europäisches und Vergleichendes Öffentliches Recht, Politikwissenschaft und Verwaltungslehre der Universität Graz.
Im Oktober 2012 wechselte Magdalena Pöschl schließlich ein weiteres Mal ihren Forschungs- und Lehrort und kehrte zurück an die Universität Wien. Sie wurde als Professorin für Staats- und Verwaltungsrecht an das Institut für Staats- und Verwaltungsrecht berufen.
Magdalena Pöschl war zunächst von 2010 bis 2012 korrespondierendes und ist seit 2012 wirkliches Mitglied der philosophisch-historischen Klasse der Österreichischen Akademie der Wissenschaften.

## Forschungsschwerpunkte
Ihre Forschungsschwerpunkte liegen in den Bereichen Grundrechte, Rechtsstaatlichkeit, Staatsorganisation, Allgemeines Verwaltungsrecht, Gewerberecht, Fremdenrecht und Forschungsrecht.